# Igreja dos Doze Apóstolos

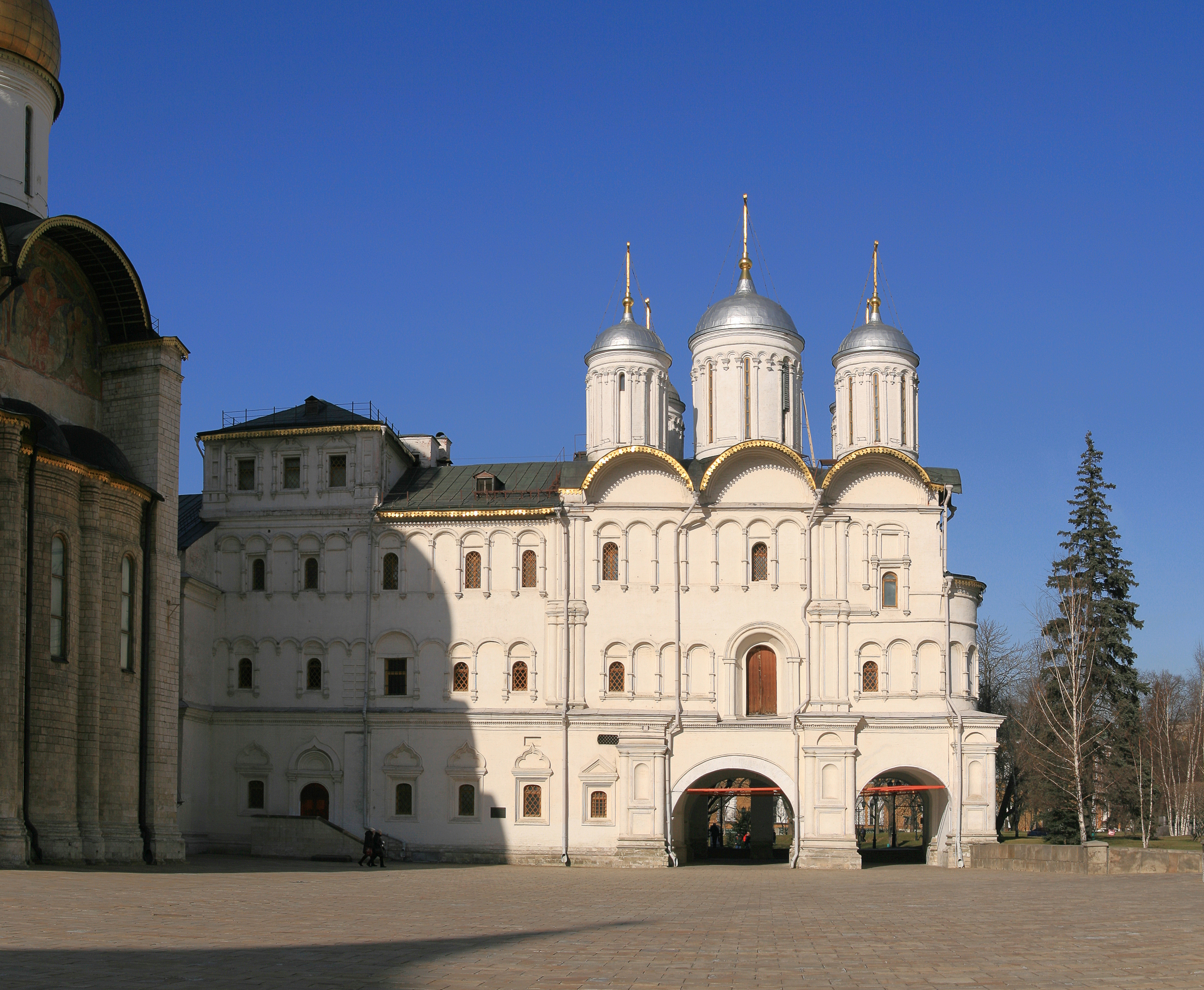
Igreja dos Doze Apóstolos

A Igreja dos Doze Apóstolos (em russo: церковь Двенадцати Апостолов) é uma pequena catedral do Kremlin de Moscovo, encomendado pelo Patriarca Nikon, como parte de sua imponente residência em 1653 e dedicada a Filipe o Apóstolo três anos mais tarde.
Embora as salas destinadas à Moscovita metropolitana tinha existido no Kremlin, desde o século XIV, o Patriarca Nikon, que aspirava a rivalizar com o czar em autoridade e imponência, eles haviam substituído com uma residência muito mais ambiciosa, centrada em uma espaçosa sala em forma de cruz, uma vez utilizado como um salão para banquetes, mas agora serve como um museu de artes.